# Rishon LeZion
Rishon LeZion (in ebraico רִאשׁוֹן לְצִיּוֹן‎?, , "la prima di Sion"; in arabo ريشون لتسيون‎?, Rīshūn Li-Tsiyūn) è una città israeliana situata sulla pianura costiera centrale, a sud di Tel Aviv. È parte dell'area metropolitana di Tel Aviv (Gush Dan) ed è la quarta città più grande di Israele, con una popolazione di 232 410 abitanti circa (dati del 2011). Il sindaco è Raz Kinstlich.
Fondata nel 1882 da ebrei provenienti dall'Impero russo, fu il secondo insediamento ebraico ad essere fondato nella Palestina ottomana nel XIX secolo, dopo Petah Tiqwa.

## Amministrazione

### Gemellaggi
- Teramo, dal 1988.
- Nîmes
- Münster
- Lublino
- Heerenveen
- Tientsin
- Brașov
- Debrecen
- Contea di Essex (New Jersey)
- Contea di Prince George's
- Kiryat Shmona
- San Pietroburgo
- Charkiv
- Leopoli
- Prešov
- Gondar